# Церква Святого Миколая (Тухля)
Церква Святого Миколая в Тухлі — храм УГКЦ, пам'ятка архітектури місцевого значення в селі Тухлі Славської громади Стрийського району Львівської области України.

## Історія
Мурований храм збудований 1904 року за проєктом Василя Нагірного на місці старішого дерев'яного храму, який існував ще в 1832 році. Стінопис святині виконав Корнило Устиянович.
На фасаді храму встановлена бронзова таблиця, на якій викарбувані прізвища полеглих вояків Легіону УСС на горі Маківці.

## Парохи
- о. Роман Теліховський (1832)
- о. Антін Щудлинський (1836—1841)
- о. Іван Макаревич (1841—1842)
- о. Теодор Рудницький (1842—1866)
- о. Юстин Лучаковський (1866—1868, адміністратор)
- о. Іван Партицький (1871—1875)
- о. Олександр Поритко (1875—1876, адміністратор; 1876—1880)
- о. Андрій Яворський (1880—1881, адміністратор)
- о. Василь Давидяк (1881—1906)
- о. Богдан Охримович (1906—1907, адміністратор)
- о. Ігнатій Юхнович (1907—1938)
- о. Леонтій Юхнович (1912—1914, сотрудник)
- о. Іван Червинський (1931—1936, сотрудник)
- о. Йосиф Сидорів (1938—1939, сотрудник)
- о. Федір Рудницький
- о. Йосип Баб'як (1946)
- о. Онуфрій Гончар (1990)
- о. Василь Горін — нині